# 후아르메이
후아르메이(스페인어: Huarmey)는 페루의 도시이다. 앙카쉬 주에 위치해 있고, 후아르메이 주의 주도이다. 인구는 16,431명이다.
후아르메이는 바로 옆 주요 도시 카스마로부터 83 킬로미터 떨어진 곳에 위치해 있다.